# Paradorydium cooki
Paradorydium cooki är en insektsart som beskrevs av Evans 1936. Paradorydium cooki ingår i släktet Paradorydium och familjen dvärgstritar. Inga underarter finns listade i Catalogue of Life.